# Нью-Йоркская киноакадемия
Нью-Йоркская киноакадемия (англ. New York Film Academy – School of Film and Acting), сокр. НКА (англ. NYFA) – высшая частная коммерческая кинематографическая школа и школа актёрского мастерства в Соединённых Штатах Америки со штаб-квартирой в городе Нью-Йорке и филиалами Лос-Анджелесе и Майами.

## История
Нью-Йоркская киноакадемия была основана в 1992 году Джерри Шерлоком (1933—2015), американским режиссёром и продюсером. По словам основателя, им двигало убеждение, что образование высшего уровня в сфере кинематографа должно быть доступно каждому желающему участвовать в создании кино.

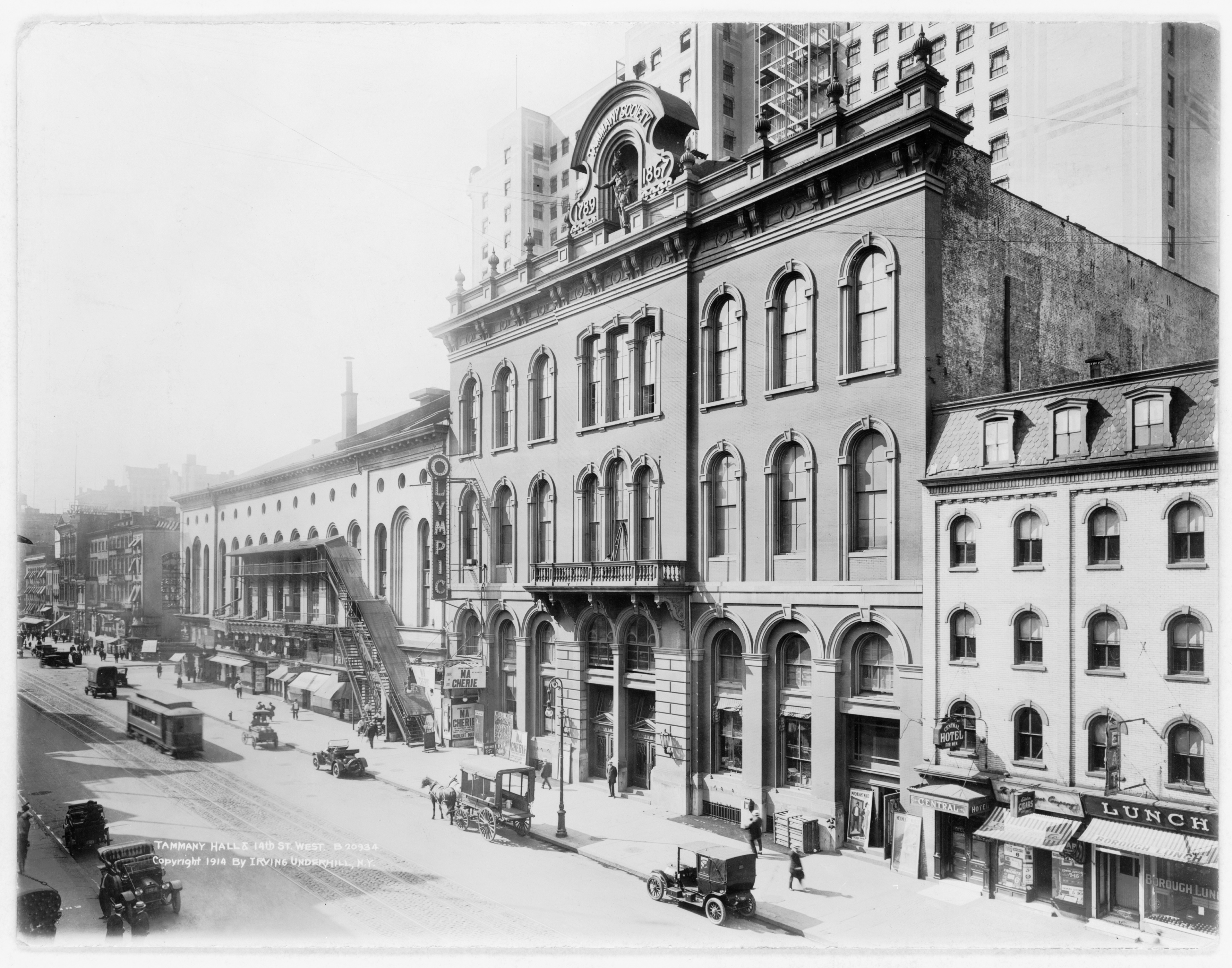
Таммани-холл в доме 141 на Восточной 14-й улице в Нью-Йорке, между Третьей авеню и Ирвинг-Плейс.

Первоначально НКА располагалась в одном из зданий медиакомпании Tribeca Productions. В 1994 году NYFA переехала в  бывшее здание Таммани-холл на Union Square. Еще через 23 года Академия вновь переехала из Tammany Hall на Баттери Плейс.
Большинство коллег Шерлока хотя и поддерживали его, но относились к его задумке весьма скептически. В сентябре 2020 года число сотрудников Академии составляло уже 878 человек, и ежегодно NYFA принимает более 5 тысяч новых студентов (многие из них прибывают из-за пределов США, часть учится заочно). 
Нью-Йоркская киноакадемия предлагает степени магистра, бакалавра и младшего специалиста, а также одно- и двухгодичные программы консерватории, краткосрочные семинары, молодежные программы и летние лагеря.
Среди самых востребованных специальностей, по которым обучают в академии: актёрское искусство, графический дизайн и дизайн компьютерных игр, кинорежиссура (в том числе документального кино), монтаж медиаконтента, операторское мастерство, продюсирование, тележурналистика и фотография.

## Выпускники
См. Категория:Выпускники Нью-Йоркской киноакадемии